# لودویگ سوم
لودویگ سوم (به آلمانی: Ludwig III) (زادهٔ ۷ ژانویهٔ ۱۸۴۵- مرگ ۱۸ اکتبر ۱۹۲۱) واپسین پادشاه بایرن بود.
او در آغاز نایب‌السلطنهٔ عموزادهٔ بیمارش اتو بود. در ۱۹۱۳ با تغییراتی که در قانون بایرن به عمل آمد، لودویگ به پادشاهی رسید.
او با پروس اعلام همبستگی نمود. در جنگ جهانی اول بایرن نیز بخشی از امپراتوری آلمان بود. جنگ از محبوبیت او در میان تودهٔ بایرن کاست.
در ۱۹۱۷ انقلاب آلمان به بایرن هم سرایت‌کرد. با بالا گرفتن کار او در ۷ نوامبر ۱۹۱۸ به کاخ رزیدنتس پناه‌برد. او نخستین پادشاهی بود که با رخداد انقلاب در امپراتوری آلمان برکنار می‌شد.
پس از انقلاب لودویگ به مجارستان و سپس لیختن‌اشتاین و سوئیس رفت. در ۱۹۲۰ به بایرن بازگشت. در ۱۹۲۱ دوباره به مجارستان رفت و همانجا درگذشت و پیکرش به مونیخ بازگردانده‌شد.

## نگارخانه

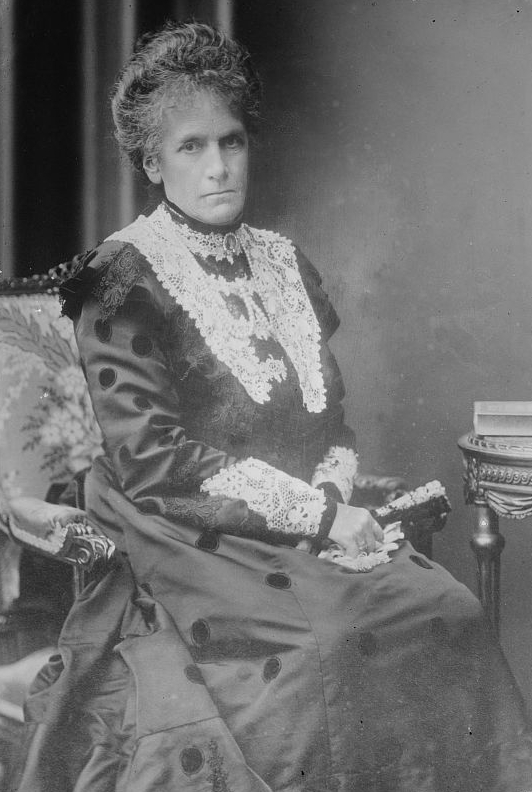
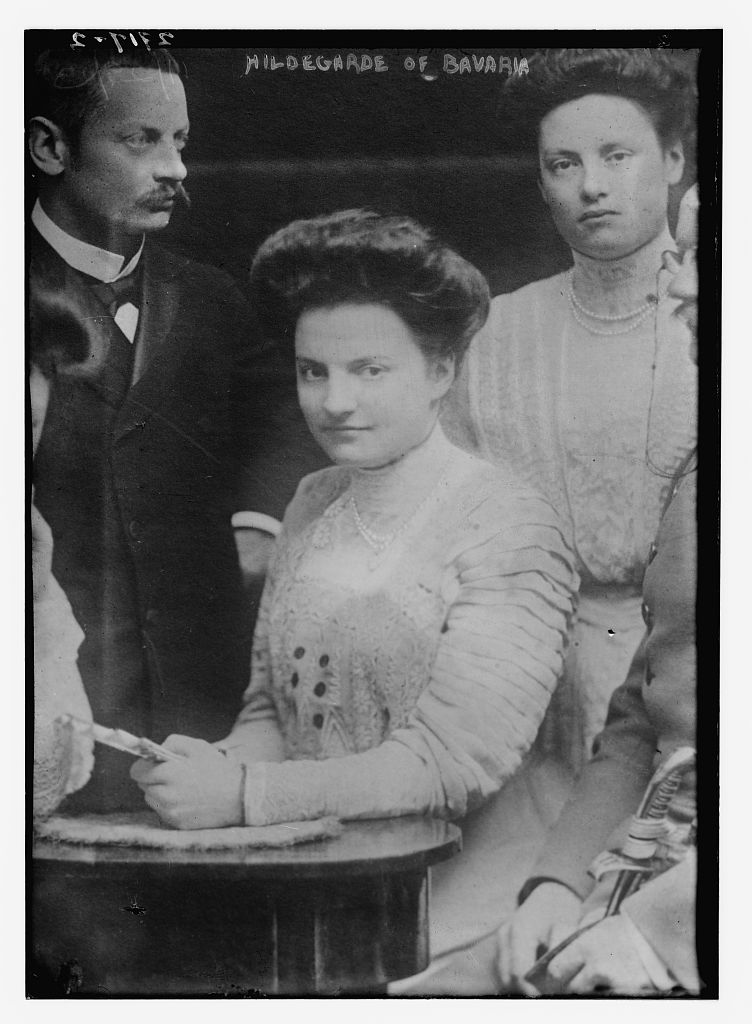